# ساتون، بدفوردشر
ساتون (به انگلیسی: Sutton) یک روستا و محله مدنی در بریتانیا است که در Central Bedfordshire واقع شده‌است. ساتون ۲۹۹ نفر جمعیت دارد.